# Katharina Horn
Katharina Horn (geboren am 17. Februar 1998 in Gifhorn) ist eine deutsche Politikerin (Bündnis 90/Die Grünen). Sie ist seit 2022 Co-Vorsitzende von Bündnis 90/Die Grünen Mecklenburg-Vorpommern und Mitglied des Bundesparteirats von Bündnis 90/Die Grünen. Seit 2019 ist sie Mitglied der Greifswalder Bürgerschaft. Bei der Bundestagswahl 2021 und bei der Bundestagswahl 2025 kandidierte sie erfolglos für ein Mandat.

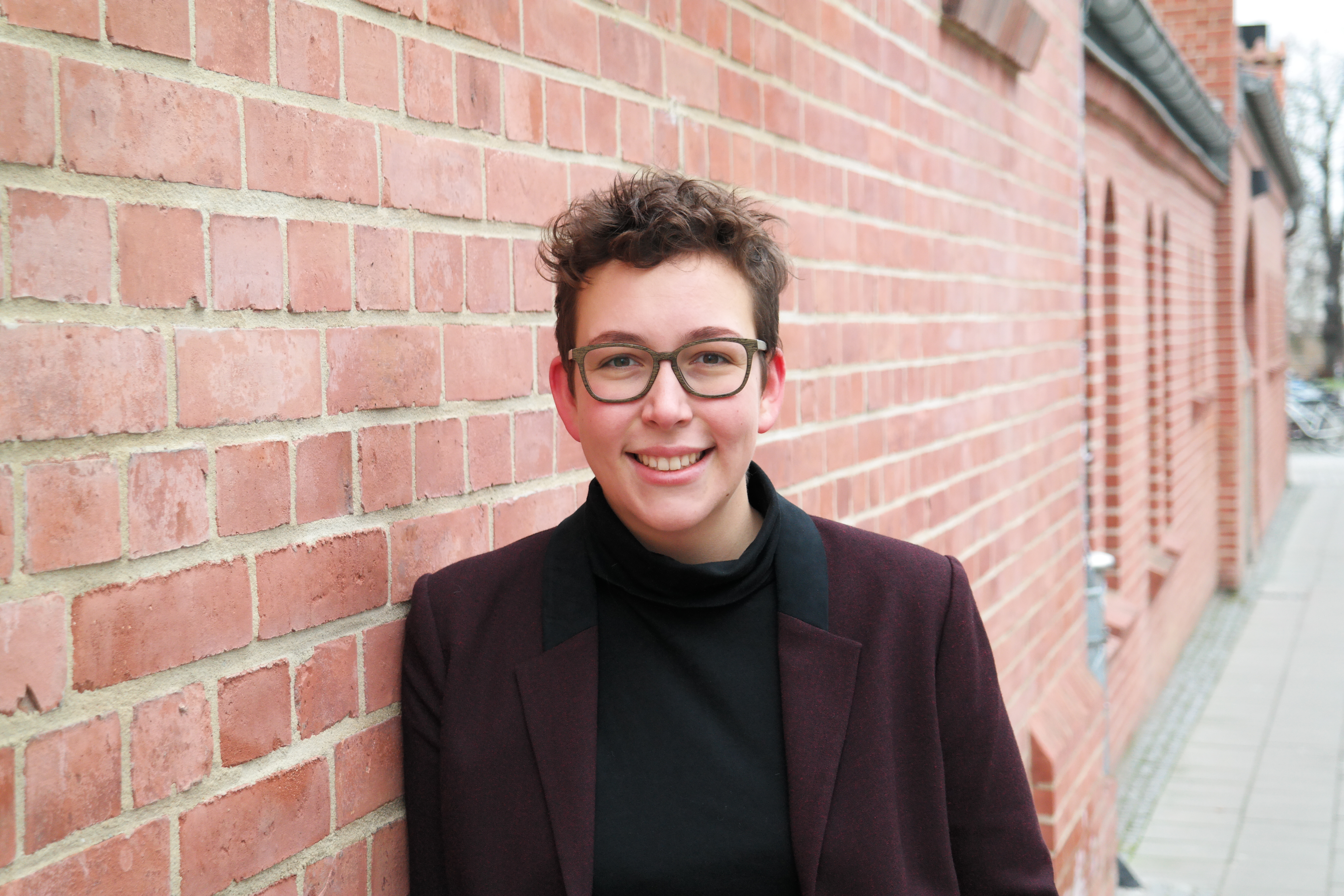
Katharina Horn (2022)

## Leben und Beruf
Horn wurde 1998 in Gifhorn geboren und wuchs in Niedersachsen auf. Dort spielte sie in der Landesliga Fußball für die SV Gifhorn und war Schülersprecherin. Im Jahr 2016 legte sie ihr Abitur ab. Ein Freiwilliges Soziales Jahr leistete sie in der Landtagsfraktion Bündnis 90/Die Grünen Rheinland-Pfalz. Von September 2017 bis August 2020 absolvierte Horn eine Ausbildung zur Bootsbauerin, die sie mit der Gesellenprüfung abschloss. Von Oktober 2021 bis März 2024 studierte sie an der Universität Greifswald Philosophie und Politikwissenschaft. Von Oktober 2021 bis März 2022 arbeitete sie für den Landtagsabgeordneten Hannes Damm. Von Oktober 2021 bis Dezember 2022 war sie studentische Mitarbeiterin für Gleichstellung an der Universität Greifswald.
Seit 2024 ist sie als Bootsbauerin berufstätig, sie lebt in Greifswald.

## Politische Karriere
Katharina Horn wurde im Jahr 2016 Mitglied der Grünen Jugend und im Jahr 2017 Mitglied der Partei Bündnis 90/Die Grünen. Von 2017 bis 2020 war sie Mitglied des Kreisvorstands Bündnis 90/Die Grünen Vorpommern-Greifswald. Von 2019 bis 2022 war sie Sprecherin der Grünen Jugend Mecklenburg-Vorpommern sowie Beisitzerin im Landesvorstand der Partei.
Seit Mai 2019 ist Horn Mitglied der Greifswalder Bürgerschaft. In der aktuellen Sitzungsperiode seit 2024 ist sie dort Mitglied im Hauptausschuss, Mitglied im Ausschuss für Soziales, Jugend, Sport, Inklusion, Integration, Gleichstellung und Wohnen, Mitglied im Ausschuss für Wirtschaft, Tourismus, Digitalisierung und öffentliche Ordnung und Mitglied im Betriebsausschuss für den Eigenbetrieb „Seesportzentrum Greif“.
Horn ist seit Mai 2022 Vorsitzende des „Arbeitskreises der jungen Mandatsträgerinnen und -träger des Rats der Gemeinden und Regionen Europas“, Deutsche Sektion. Im Jahre 2024 war sie für einige Monate Mitglied des Kreistags Vorpommern-Greifswald und Mitglied des Präsidiums.
Bei der Listenaufstellung ihrer Partei zur Bundestagswahl 2021 wurde sie auf Platz 2 aufgestellt. Ihr Listenplatz reichte nicht für den Einzug in den Bundestag aus. Für die Grüne Jugend war Horn eine von sechs „Kampagnenbotschaftern“ zur Bundestagswahl. Mit 4,1 % der Stimmen blieb sie auch als Direktkandidatin im Bundestagswahlkreis Mecklenburgische Seenplatte I – Vorpommern-Greifswald II erfolglos. Im parallel laufenden Landtagswahlkampf hatte Horn Plakate der CDU mit Stickern beklebt, woraufhin sie zu einer Geldstrafe in Höhe von 30 Tagessätzen verurteilt wurde.
Seit Februar 2022 ist sie Mitglied des Bundesparteirats von Bündnis 90/Die Grünen und seit September 2022 Co-Landesvorsitzende von Bündnis 90/Die Grünen Mecklenburg-Vorpommern, 63 Prozent der Delegierten auf der Landesdelegiertenkonferenz in Rostock stimmten für sie. Co-Vorsitzender ist Ole Krüger. Bei der Landesdelegiertenkonferenz 2024 wurde sie mit 88 Prozent der Stimmen wiedergewählt.
Für die Bundestagswahl 2025 wurde sie auf Listenplatz 3 der Landesliste ihrer Partei in Mecklenburg-Vorpommern aufgestellt; dieser Listenplatz reichte nicht für den Einzug in den Bundestag aus. Mit 2,3 % der Stimmen blieb sie auch als Direktkandidatin im Bundestagswahlkreis Mecklenburgische Seenplatte I – Vorpommern-Greifswald II erfolglos. Katharina Horn wurde in ihrem Wahlkampf für die Bundestagswahl 2025 von der Initiative Brand New Bundestag unterstützt.

## Politische Positionen
Katharina Horn versteht sich als Sozial- und Handwerkspolitikerin, sie setzt sich gegen Armut sowie für bessere Arbeits- und Ausbildungsbedingungen ein und für die Auszahlung eines Klimageldes auf Bundesebene. Sie tritt für die Verbesserung der Infrastruktur im ländlichen Raum Mecklenburg-Vorpommerns ein und für queere Rechte. Horn engagiert sich gegen Rechtsextremismus; sie gehörte im Jahre 2024 zu den Organisatoren der Demonstrationen gegen den Greifswalder Universitätsprofessor Ralph Weber.
Horn wirbt für Waffenlieferungen an die Ukraine und für eine Aufklärung der Vorgänge rund um die Stiftung Klima- und Umweltschutz MV.